# Monte Sant'Antonio (Macomer)
Il Monte Sant'Antonio si trova in Sardegna, in provincia di Nuoro, a 8 km da Macomer. È alto 808 m s.l.m. ed è situato a 87 metri sopra il terreno circostante. È largo circa 2,2 chilometri ai suoi piedi.
Il territorio intorno al Monte Sant'Antonio è collinare a sud-ovest, ma a nord-est è pianeggiante. Il punto più alto della zona è il Monte Urtigu, 1.050 metri sul livello del mare, 11,9 km a sud-ovest di Monte Sant'Antonio. Le aree intorno al Monte Sant'Antonio sono scarsamente popolate. La campagna intorno al Monte Sant'Antonio è ricoperta da varie specie arboree, tra cui diverse querce, alcune delle quali hanno più di 100 anni. Il Monte Sant'Antonio è circondato dalle montagne.
Il clima è di tipo mediterraneo. La temperatura media è di 15 °C. Il mese più caldo è luglio, con 28 °C, e quello più freddo è dicembre, con 5 °C. La piovosità media è di 825 millimetri all'anno. Il mese più piovoso è novembre, con 147 millimetri di pioggia; luglio invece è meno piovoso, con 13 millimetri di pioggia.
Sulla sua sommità è presente una chiesa costruita dai fedeli in onore di sant'Antonio, e un nuraghe quasi completamente avvolto dalla vegetazione dalla cui cima si gode di un bellissimo panorama, dalla folta foresta sottostante, al Montiferru e alla Planargia, fino all'altopiano di Abbasanta e ai monti del Gennargentu. Sulla vetta sono presenti due statue una della Madonna e l'altra di Sant'Antonio e un altare per celebrare la messa all'aperto. Dal parco attrezzato per i picnic si raggiunge la chiesetta percorrendo un sentiero lastricato che rappresenta la via crucis lungo la quale delle sculture raffigurano le tappe della passione di Cristo.

## Monumenti e luoghi di interesse

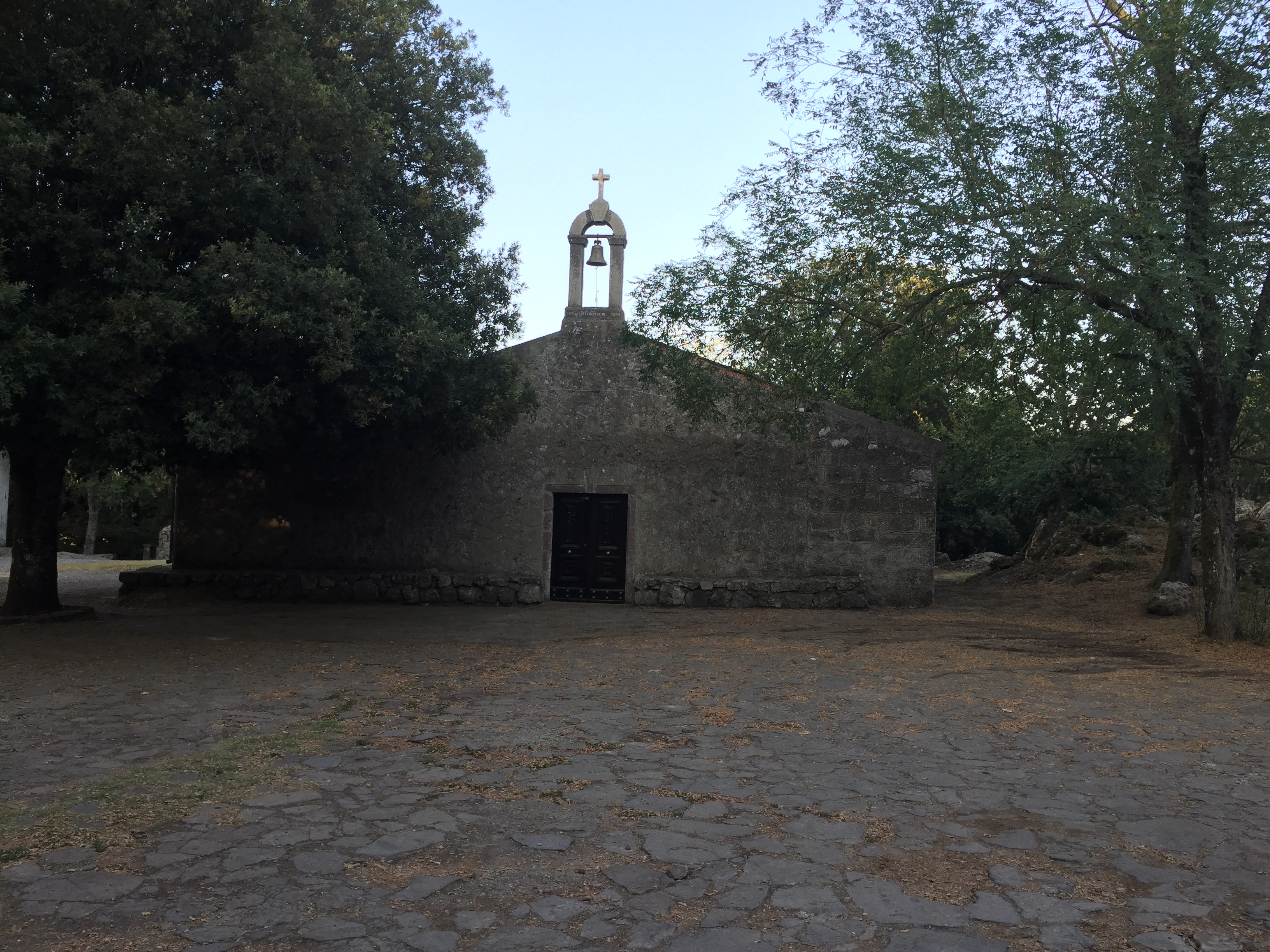
Chiesa di Sant'Antonio da Padova

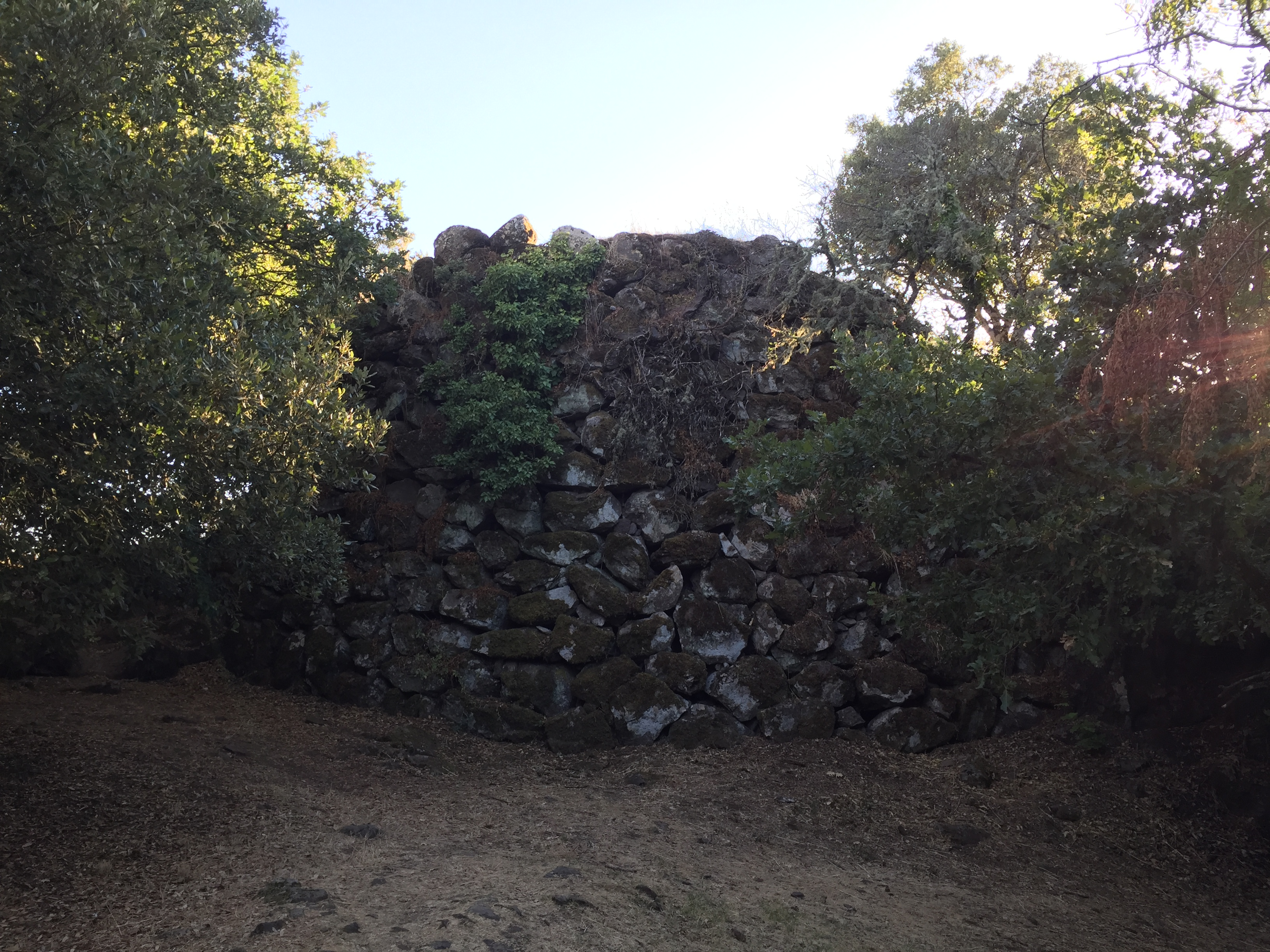
Nuraghe Sant'Antonio

- Chiesa di Sant'Antonio da Padova
- Nuraghe Sant'Antonio